# Imperium Galactica II
Az Imperium Galactica II egy magyar fejlesztésű stratégiai játék, mely 1999 végén került piacra. A játékot az Imperium Galacticához hasonlóan a Digital Reality készítette. Hosszú ideig csak Windows-on volt elérhető, Magyarországon a CD GALAXIS-, míg külföldön a GT Interactive kiadásában. Megjelenése után több mint tíz évvel publikálták Apple iOS rendszerre, majd valamivel később Androidra is, meglovagolva a klasszikus játékok igényének hullámát, amely a modern, érintőkijelzős táblagépeken is tapasztalható. Ezeken a rendszereken az élvezhető játékmenethez minél nagyobb kijelző szükséges, telefon méretű eszközön nehezen kezelhető. Ezeken a rendszereken is kereskedelmi játékként érhető el.

## Általános
Az Imperium Galactica II-ben, nyolc játszható nép küzd a dominanciáért, történet szempontjából három kiemelendő: az emberiség, kik egy elveszett kincs nyomait követve a halhatatlanság titkának megtalálásában reménykednek; Kra'hen büszke, harcos népe, kik isteni uralkodójuk kedvéért minden áldozat meghozatalára készek; és a kalmár shinarik, akik semmilyen gazdasági és politikai cseltől sem riadnak vissza céljaik elérése érdekében.
A további öt játszható faj, az Antari, az Iberon, a Godan, a Cheblon és a Toluen nem kapott kiemelendő történetet. 
A játékos eldöntheti, melyik nép oldalán száll be a kolonizációs versenybe, és milyen taktikával védi meg és vezeti győzelemre a népét.

## Jellemzők
- Véletlenszerű elemekkel vegyített játékmenet
- Három eltérő faj, akikkel külön-külön meghódítható az univerzum
- Összetett feladatok, küldetések, melyek többféleképpen is megoldhatók
- Számtalan katonai, gazdasági és politikai eszköz (pl. kutatás, diplomácia, kémkedés, földi és űrbéli ütközetek)
- Mesterséges intelligencia, melynek segítségével a gép is játszik mint ellenfél
- Állítható nehézségi szint
- Élő 3D-s környezet, grafikai elemek az egész játék során
- Többjátékos mód, ahol akár 8 játékos is összemérheti tudását

## Díj
Az Imperium Galactica II BAFTA-díjat nyert 2000-ben a „zene” kategóriában. Ilyen magas rangú elismerést még más magyar játék nem kapott.

## Rendszerkövetelmények
(Ezek az eredeti követelmények, PC/Windows esetére)
- Pentium 233 MHz processzor (vagy gyorsabb)
- 32 MB RAM (64 MB ajánlott)
- Windows 9X operációs rendszer
- 4x CD-ROM meghajtó
- Direct3D kompatibilis 3D videókártya
- DirectSound kompatibilis hangkártya
- 600 MB szabad HDD kapacitás
- TCP/IP Internet ill. LAN kapcsolat többjátékos módhoz

A játék utolsó hivatalos kiadása az v1.08 verziószámot viseli, ami többek között a szervizcsomagokkal frissített Windows XP kiadásokon történő futtatást segíti, a hibajavításokon felül. Az interneten fellelhető még egy v1.14 patch is, ami egy nem hivatalos rajongói frissítés. Ez minden korábbi gyári és nem hivatalos frissítést tartalmaz a további finomításokon felül – illetve ez lokalizációtól függetlenül is lefut/működik.